# Recupero edilizio e funzionale dell'ex carcere delle Murate

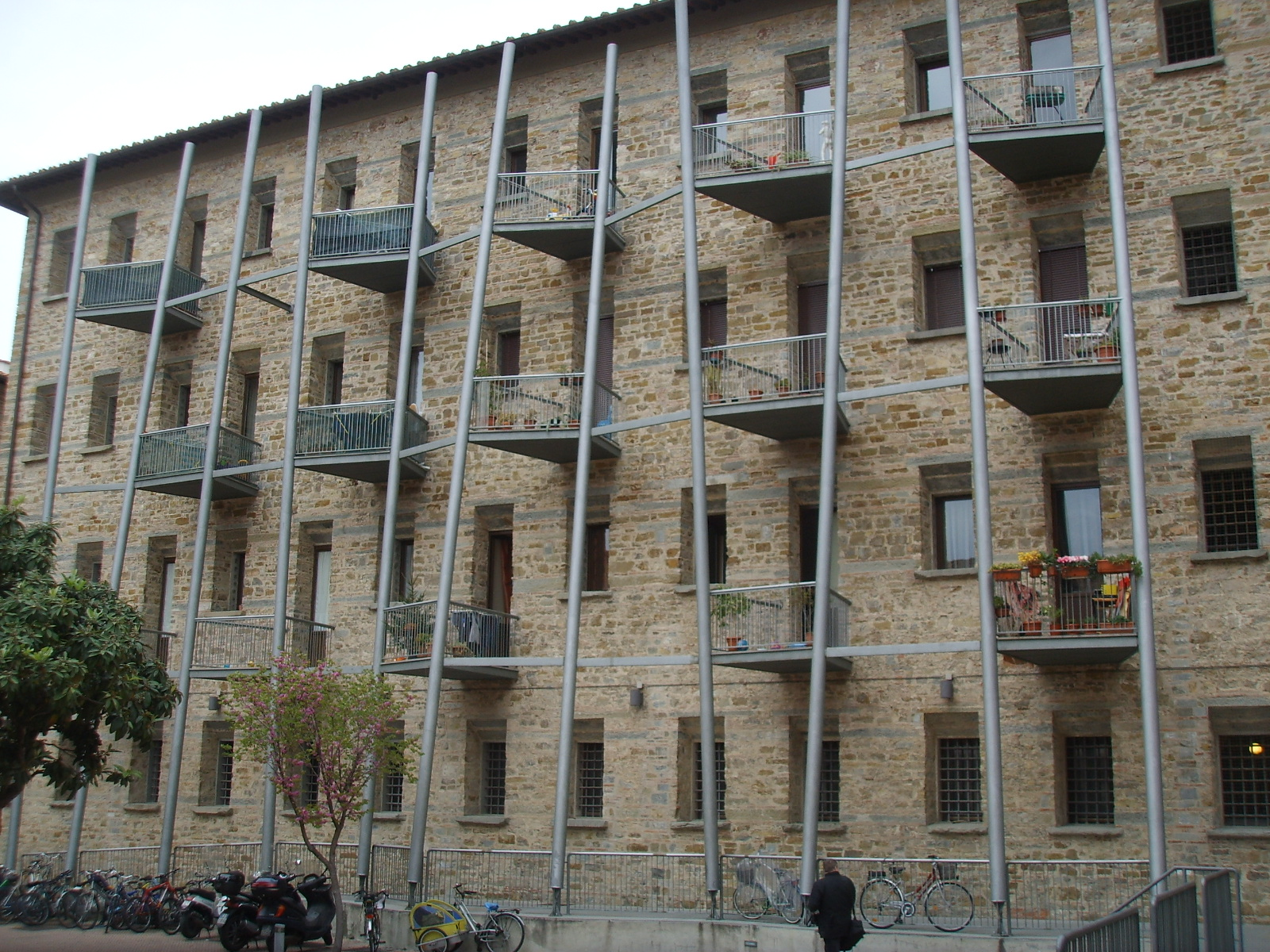
Abitazioni assegnate nel giugno 2004. In evidenza le strutture in acciaio (pertiche) che sostengono i balconi

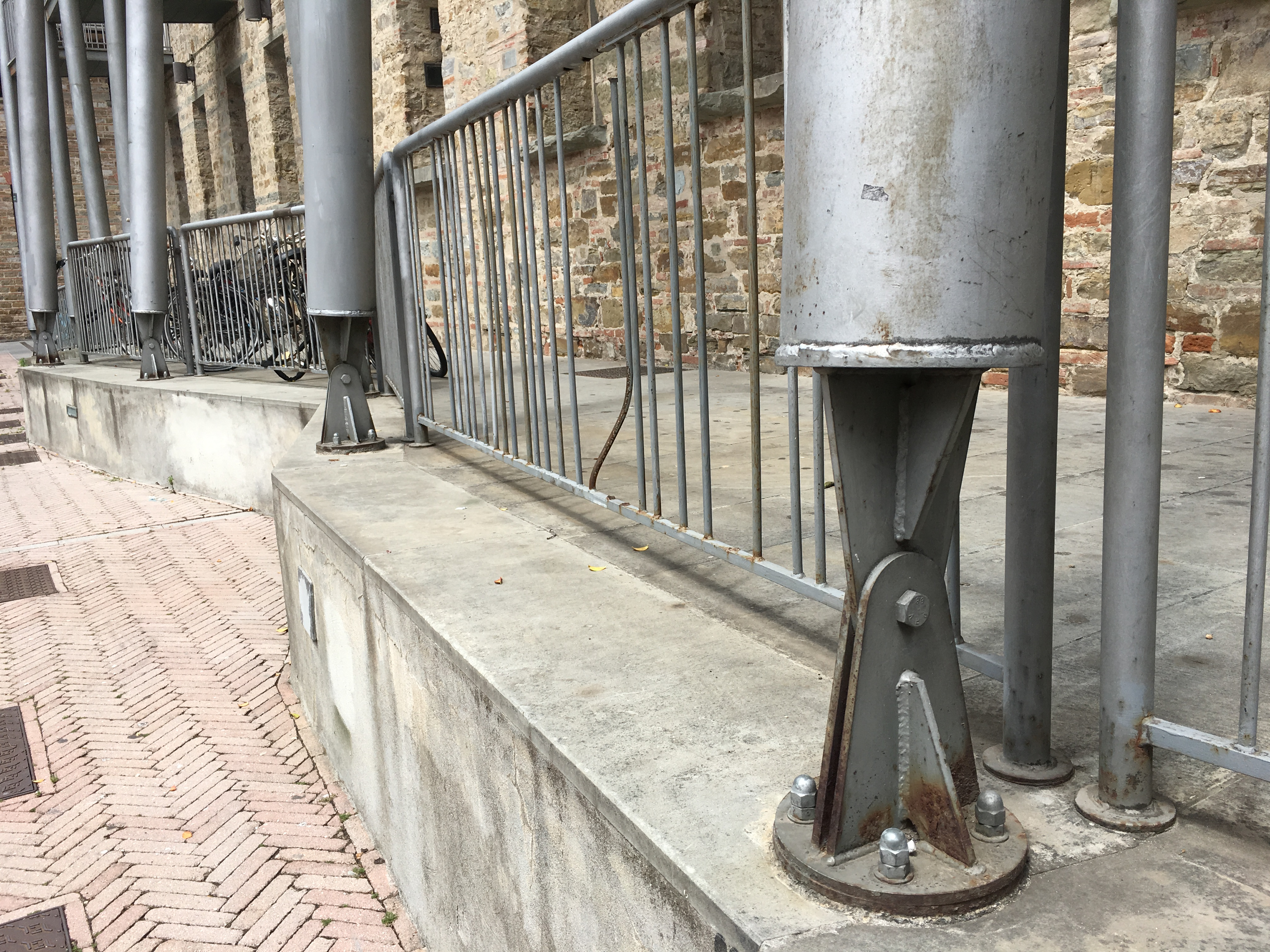
Sistema di ancoraggio delle pertiche

Il recupero edilizio e funzionale dell'ex carcere delle Murate è iniziato nel 2001 e ha consentito che una vasta area del centro storico di Firenze (circa 14.500 m²) da sempre inaccessibile, adibita prima a monastero poi a carcere e inutilizzata dal 1984, divenisse parte integrante della città.

## Premesse
Dopo il trasferimento dell'istituto carcerario a Sollicciano, il Ministero di Grazia e Giustizia nel 1990 cede il possesso del complesso delle Murate al Comune di Firenze. Numerose proposte vengono avanzate da vari enti e istituzioni per il recupero e il riuso dell'intera area. Già nel 1985/86 il comune aveva bandito un concorso di architettura internazionale "Un'idea per le Murate"; erano arrivate 161 proposte da gruppi di architetti ungheresi, israeliani, tedeschi, italiani, inglesi, svedesi, austriaci. La prima selezione era stata superata da dieci progetti, per designare il vincitore fra loro sarebbe stato necessario bandire un secondo concorso, ma numerose polemiche circa la qualità degli elaborati, impedirono ulteriori sviluppi.
I presupposti per un intervento di recupero e riqualificazione del complesso delle Murate si delineano nel 1992 grazie all'approvazione della Legge n. 179/1992, che consente alla regione Toscana di assegnare al Comune di Firenze i finanziamenti di Edilizia Residenziale Pubblica (E.R.P. ex fondi GESCAL). 
A seguire l'amministrazione comunale, diretta dal sindaco Mario Primicerio, approva con delibera la possibilità di trasformare in residenze "spazi non abitativi pubblici abbandonati". Per Firenze è una novità che mette in moto un ampio e articolato processo ideativo.

## Il progetto di recupero integrato

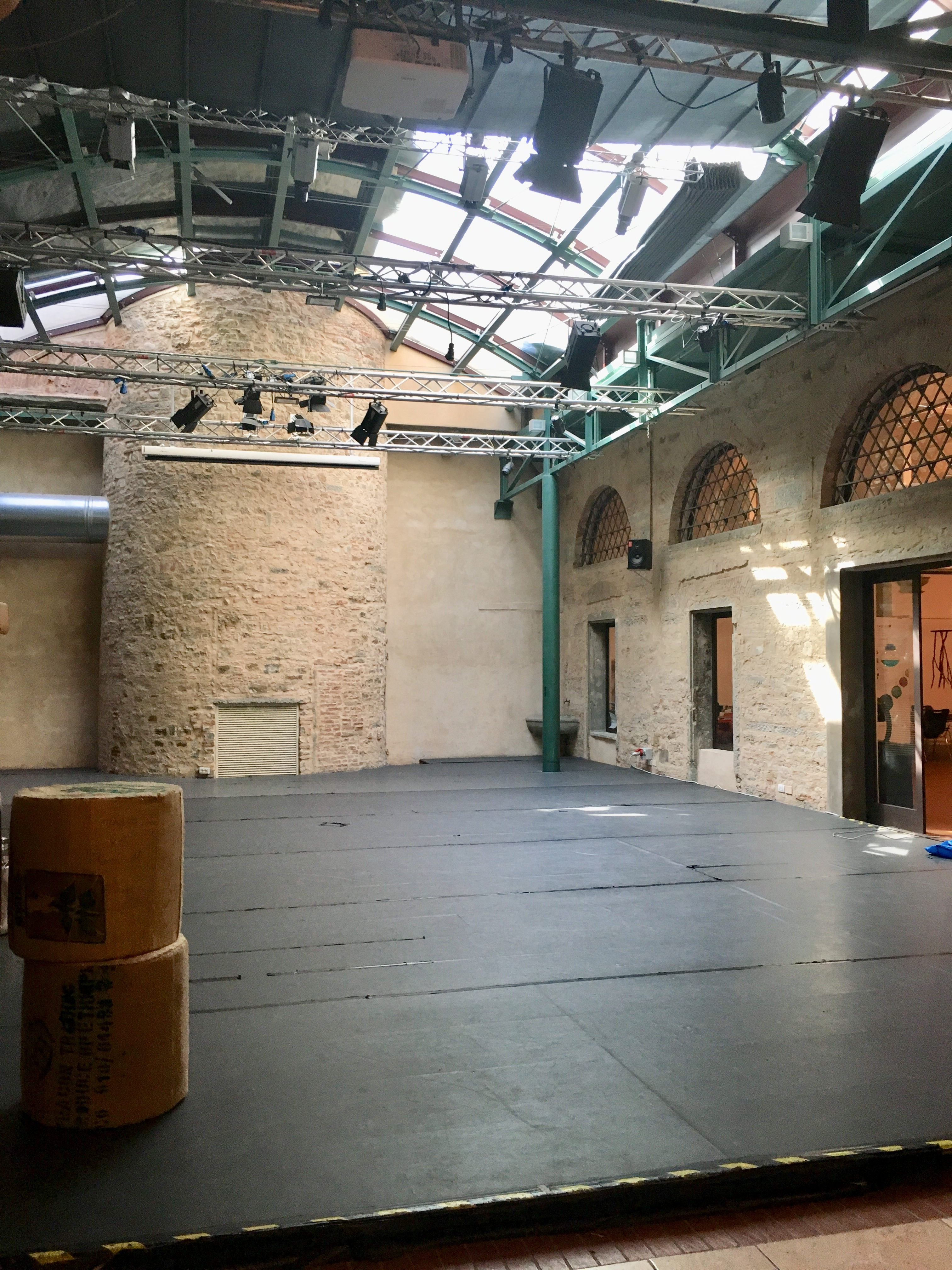
Sala Ketty La Rocca

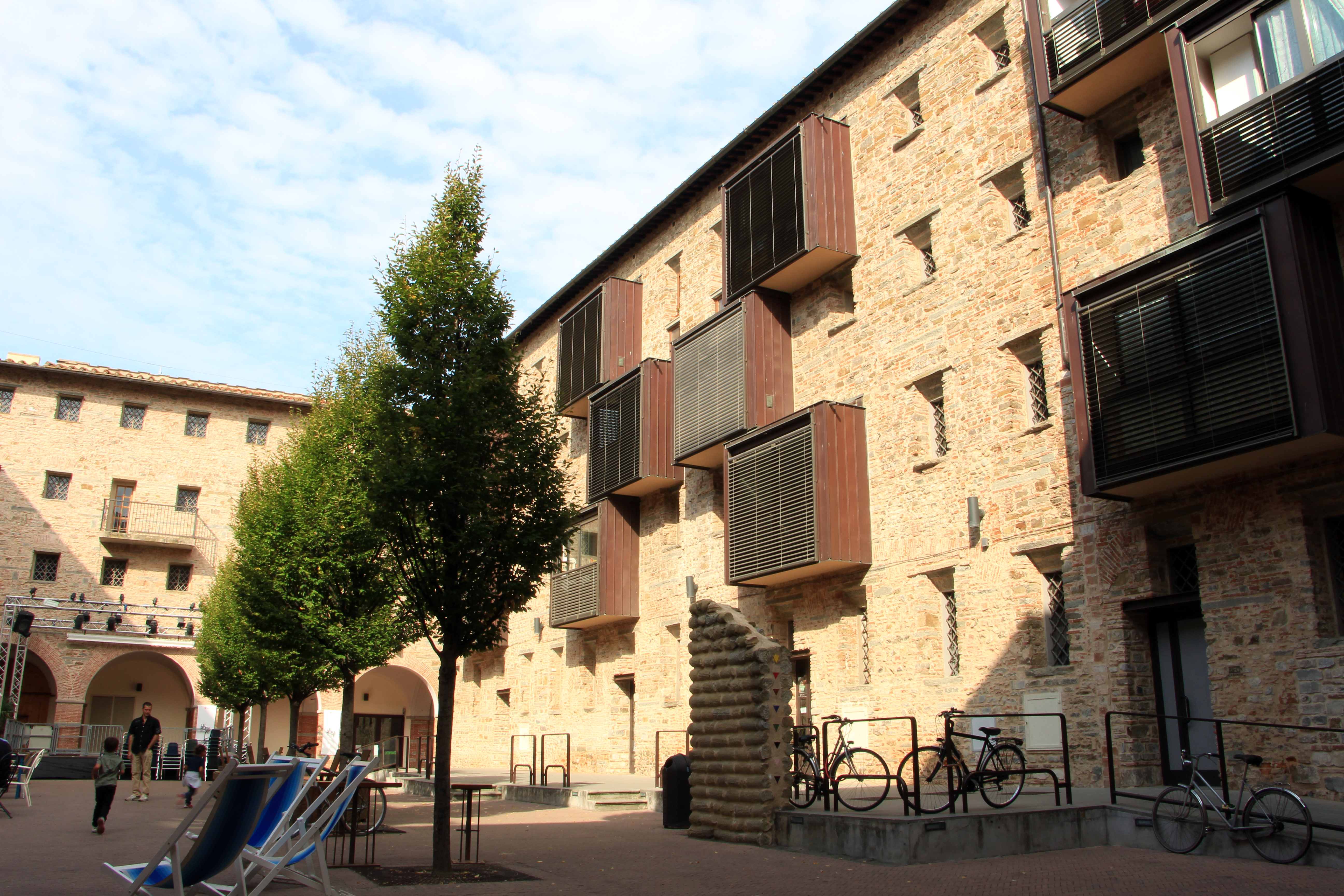
Piazza delle Murate. Alloggi dotati di Bow-window

Dopo anni di abbandono e degrado si può procedere alla riqualificazione delle Murate. Convertire in residenza spazi non dedicati, mai stati residenziali, dove la vita per secoli è stata negata e segregata, comporta alcuni rischi: primo fra tutti quello di riproporre strutture chiuse e di ricreare le condizioni tipiche degli alloggi popolari di periferia, i così detti casermoni.
La sfida che il Comune di Firenze si trova ad affrontare è triplice: rispettare il valore storico e l'innegabile bellezza architettonica del complesso; trasformarlo con interventi di edilizia sociale abitativa; integrarlo nella vita cittadina, riproducendo la complessità e la ricchezza dello spazio urbano.

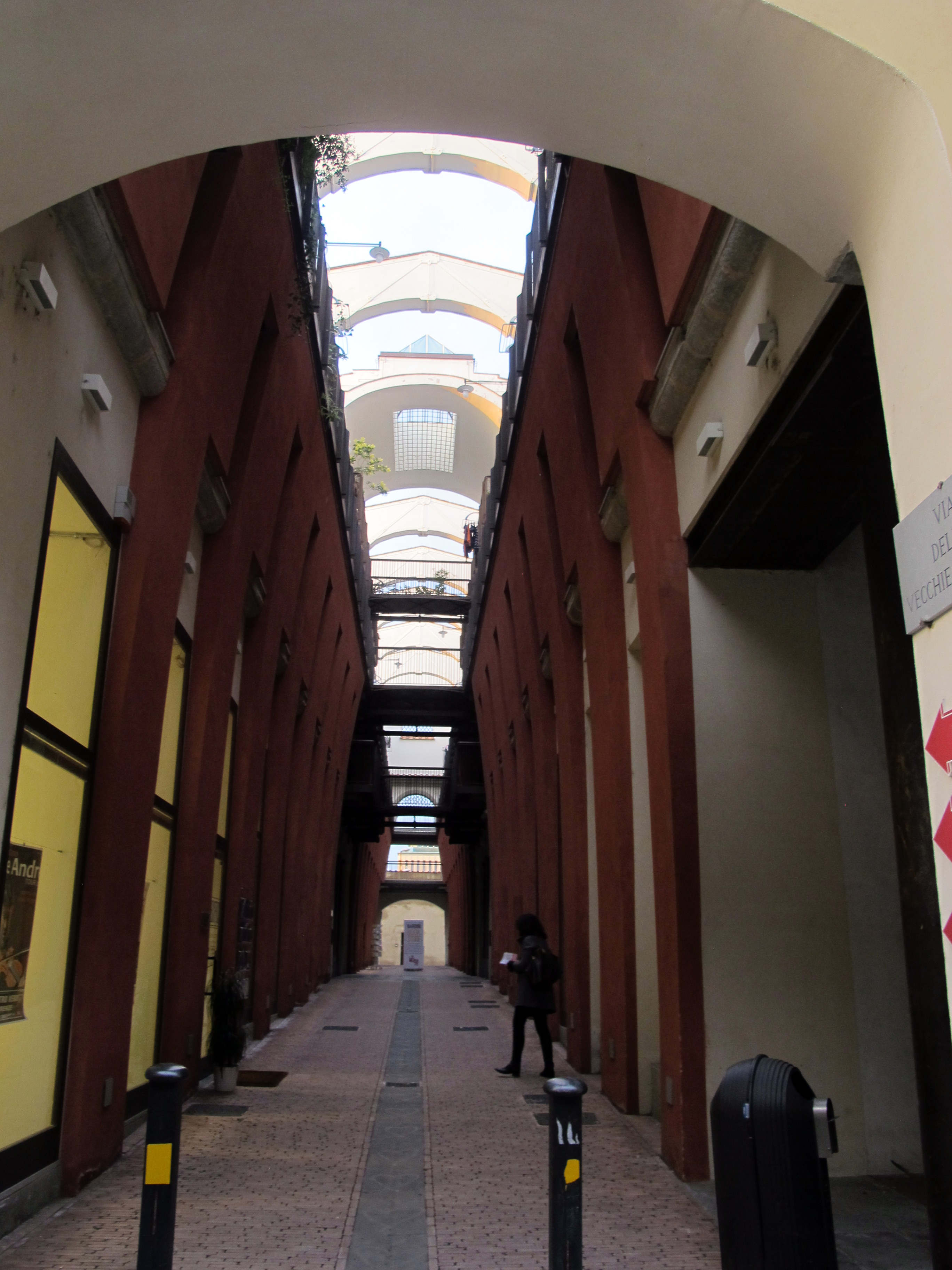
Via delle Vecchie Carceri

L'amministrazione Primicerio aggiunge una sfida ulteriore: l'assunzione diretta della progettazione e della direzione dei lavori da parte degli stessi uffici tecnici comunali. Scelta fortemente sostenuta dal sindaco e appoggiata da tutta la giunta, nella convinzione che progettisti interni avrebbero fornito elaborati progettuali più comprensivi della complessità tecnica e amministrativa di un intervento nel cuore di Santa Croce.

Il gruppo progettuale, composto da tecnici di diversi uffici, con diverse competenze, si mette al lavoro per elaborare soluzioni integrate e stilare il progetto preliminare. Per fronteggiare l'urgenza determinata da scadenze burocratiche, una parte del lavoro viene affidata tramite selezione a giovani neolaureati, otto architetti e otto ingegneri, selezionati con l'aiuto dei rispettivi ordini professionali.

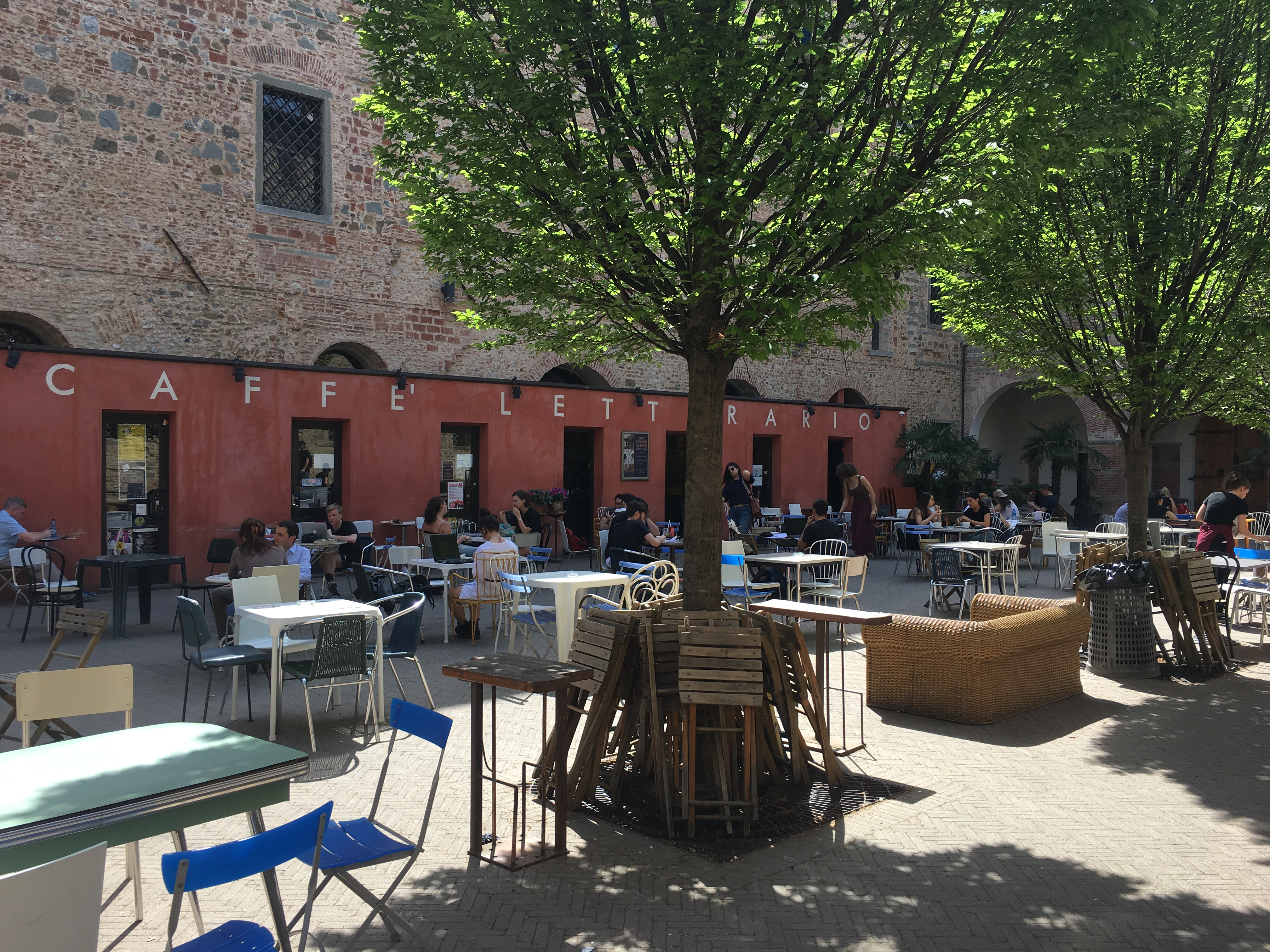
Piazza delle murate. Caffè letterario

## Il contributo di Renzo Piano
Il Comune di Firenze, già riconosciuto patrimonio dell'umanità nel 1982, intende avvalersi del preliminare contributo dell'UNESCO coinvolgendo Renzo Piano in qualità di Ambasciatore di buona volontà per l'Architettura e l'Urbanità - UNESCO, veste che gli consente di intervenire a titolo gratuito. 

Piano partecipa ad uno dei primi sopralluoghi, quando ancora tutto è impraticabile e ci sono guano e detriti ovunque, si appassiona all'idea e mette a disposizione due propri collaboratori. Gli architetti e i tecnici comunali partecipano agli incontri di lavoro che si tengono a Firenze o presso il "Renzo Piano Building Workshop", dove sono presenti anche giovani neolaureati (Arch. Angela Capretti, Arch. Federico Curletto, Ing. Gianluigi Fantetti, Arch. Paolo Lucattini, Arch. Marcella M.L. Manco, Arch. Giuseppe Menestó, Arch. Antonio Salvaggio, Arch. Giuseppe Sfregola, Ing. Giuseppe Maria Savino, Arch. Antonella Valentini) invitati ad esprimere la loro creatività secondo una tecnica di lavoro adottata spesso da Piano, tipica del brainstorming. Le idee scorrono liberamente, si confrontano opinioni, si approfondiscono temi e problematiche precedenti la stesura del progetto.

## Progetto unitario di recupero urbano complessivo
In circa sei mesi il gruppo di lavoro arriva alla stesura del Progetto unitario di recupero urbano complessivo, un progetto di partenza contenente indirizzi e orientamenti, criteri di scelta e temi riassunti in due macro-aree tematiche: 
Le ispirazioni (che si traducono in suggerimenti progettuali a priori):
- "la città murata" in città
- progettare per stratificazioni, cioè riproporre la stratificazione verticale tipica della città per ragioni di luce (ambienti di uso pubblico, commerciale, artigianale e sociale al piano terreno; uffici al primo piano e residenze ai piani alti)
- massima permeabilità al piano terra
- "natura addomesticata" in città
- non dimenticarsi che era un carcere

I principi ordinatori (a cui rifarsi per i successivi progetti esecutivi):
- Principio dell'umanizzazione
- Principio della conservazione
- Principio dell'apertura
- Principio delle pluralità
- Principio della nuova architettura

Oltre alla realizzazione di alloggi popolari, vengono previste una pluralità di funzioni urbane fortemente integrate con la residenza, con l'obiettivo di imprimere flessibilità al progetto e rendere sempre modificabile l'utilizzo futuro delle Murate.
L'approvazione del progetto il 14 settembre 1998 da parte del Consiglio Comunale consente di concretizzare il finanziamento e di procedere al suo frazionamento fra i vari comparti organici.
Superate le non poche difficoltà di tipo burocratico, bocciata definitivamente l'idea di realizzarvi un albergo o uno studentato con investimenti privati, finalmente i lavori possono cominciare.

## Progetto Reprise
Il carattere fortemente innovativo del progetto di riuso viene riconosciuto dall'Unione europea che, attraverso il Programma cultura 2000, finanzia il Progetto Reprise, acronimo di  "Regeneration of prisons in Europe”. Tramite un sito internet, sei città europee accomunate da esperienze ed esigenze simili in merito al recupero dei penitenziari storici dismessi, sono messe in rete: oltre a Firenze, che assume un ruolo di coordinamento, ci sono Salonicco, Lancaster, l'isola di Långholmen, Brema e Porto. Questo primo finanziamento permette di trasformare le prime tre o quattro celle in un locale, un primo punto di raccolta di documenti, una prima base logistica in loco, a volte aperta al pubblico.

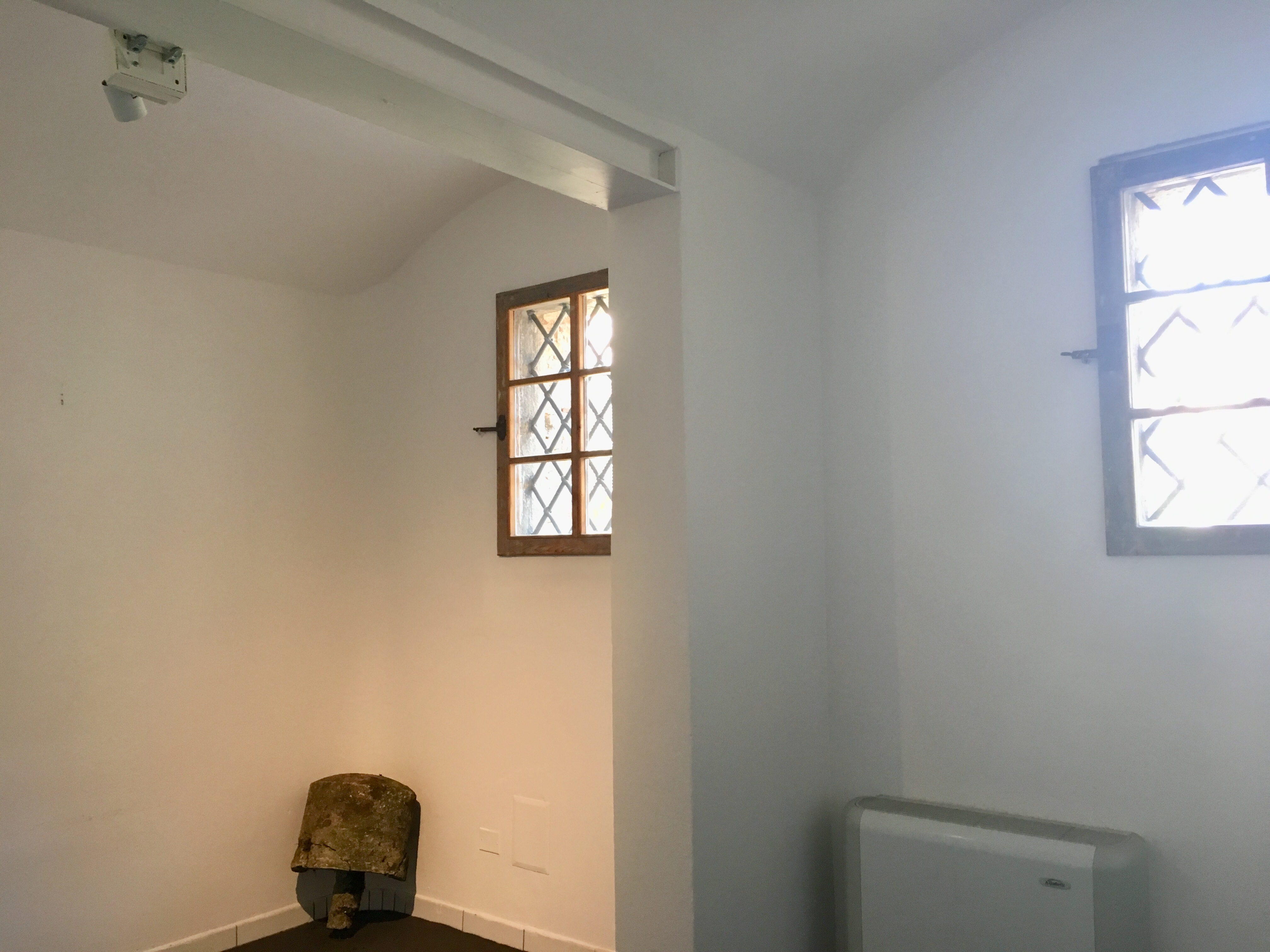
Due celle unite tramite cerchiatura

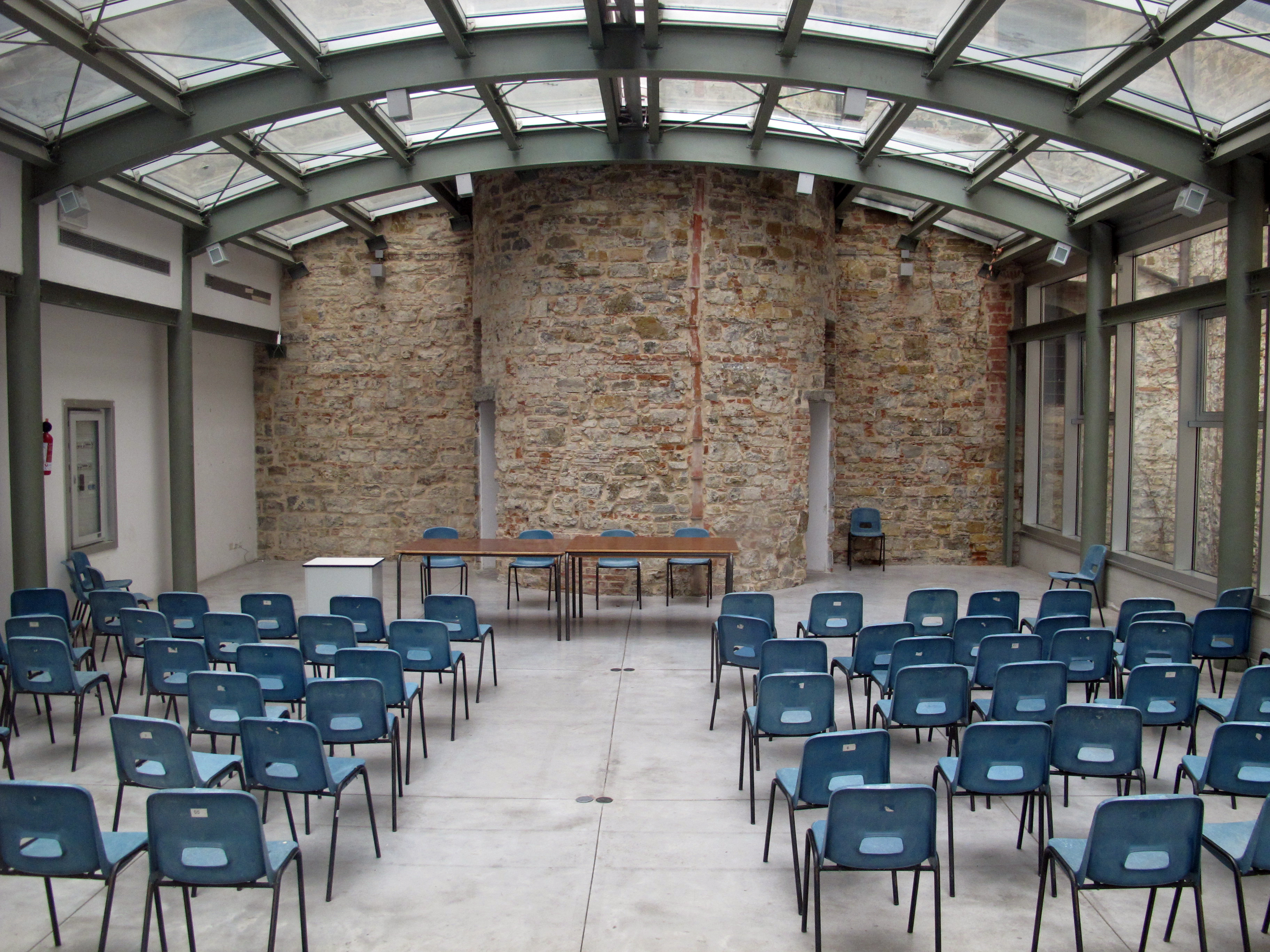
Sala delle vetrate

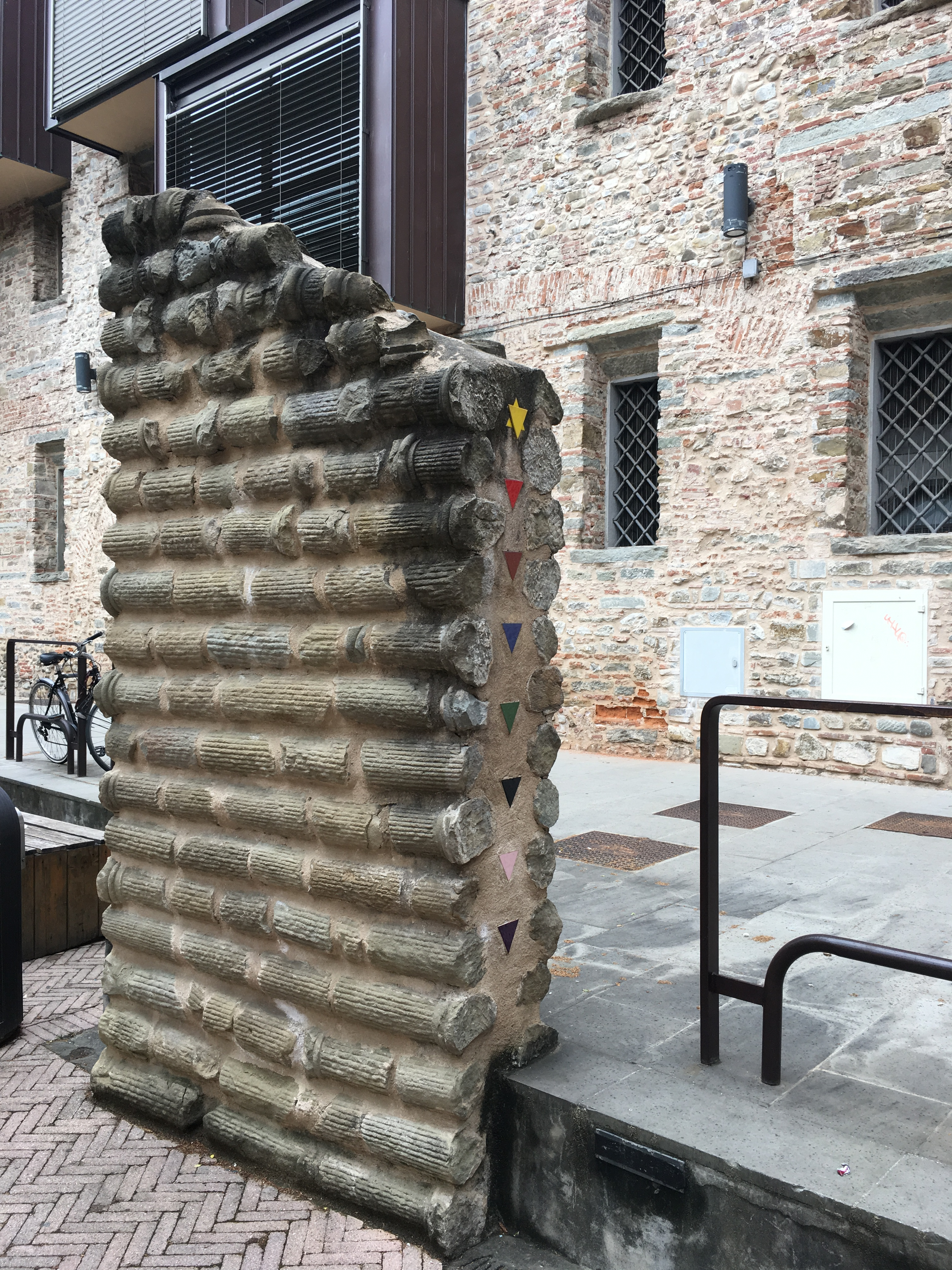
Stele commemorativa che segnala il punto dove venivano radunati gli ebrei prima della deportazione

## Iniziano i lavori
Data la notevole estensione del complesso, l'intervento, diretto e coordinato da dipendenti del Comune di Firenze, viene scaglionato in diverse fasi.

L'attività di project manager viene svolta dall'architetto Roberto Melosi che coordina la progettazione; l'esecuzione è diretta dall'architetto Mario Pittalis; l'assessore alle Politiche per la Casa è Tea Albini.

### Primo lotto
Il primo intervento di Edilizia Residenziale Pubblica risponde al Progetto Esecutivo del 10 Aprile 2001.
Interessa più aree, suddivise in porzioni, circa un quarto dell'area complessiva corrispondente alla parte centrale dell'ex carcere. Vengono realizzati 33 nuovi alloggi, da destinare a giovani coppie, la Sala delle vetrate, la grande piazza Madonna della Neve che collega via dell'Agnolo e via Ghibellina, e spazi di connessione con il tessuto urbano storicamente inesistenti. I lavori assumono carattere di progetto pilota e permettono di verificare il funzionamento delle tecnologie ipotizzate e studiate, come le enormi cerchiature in acciaio previste tra cella e cella: ogni stanza degli appartamenti ne comprende almeno due o tre.

Per dotare gli alloggi di maggiore luce vengono realizzate strutture in acciaio (pertiche) che sostengono file di balconi ad ogni piano. Le dimensioni degli alloggi realizzati variano dai 35 ai 95m².
Alcuni volumi impropri (piccoli cortili dai muri alti, idonei alla sorveglianza dall'alto) di nessun valore architettonico, realizzati nel dopoguerra, vengono demoliti. 
La prima inaugurazione avviene nel giugno 2004, alla cerimonia di consegna delle chiavi partecipano anche ex detenuti e lo storico cappellano carcerario Don Cubattoli.

### Secondo lotto
Il cantiere del secondo lotto inizia a metà della realizzazione del primo; l'approvazione del Progetto Esecutivo è del 4 Maggio 2004; i lavori durano due anni.
Riguardano la ristrutturazione di altri quattro edifici contigui a quelli già recuperati, uno dei quali alto quattro piani. Si realizzano altri 34 alloggi, alcuni dotati di bow-window, e vengono recuperate superfici non abitative destinate a uffici, negozi, fondi, spazi espositivi; a queste si aggiungono una seconda piazza interna, piazza delle Murate, i portici lungo via dell'Agnolo, e una nuova strada, via delle Vecchie Carceri, elementi che garantiscono l'attraversamento pedonale trasversale e longitudinale, e conferiscono vitalità e dinamicità a tutto il complesso. Le parti aggettanti che non sono frutto di recupero, ma elementi nuovi aggiunti, vengono colorati di rosso. (Es.: il prospetto del caffè letterario, le alte pareti di via delle Vecchie Carceri, l'alloggiamento degli ascensori, ecc.)

### Terzo lotto
I lavori del terzo lotto, con approvazione del Progetto Esecutivo del 23 Ottobre 2007, si concentrano sulla porzione di edificio prospiciente la piazza Madonna della Neve. Ai piani primo e secondo vengono recuperati sei alloggi; al pian terreno e al terzo piano spazi sociali; altri due passaggi pubblici di collegamento tra Via dell'Agnolo e Via Ghibellina, e uno tra il parcheggio di Viale Giovine Italia e il complesso delle Murate. I lavori si concludono nel 2009. 

Almeno un'area di ogni lotto viene urbanizzata, cioè destinata a spazi pubblici.
A fine 2010 sono attivi 2156 m² di nuove residenze; 705 m² di spazi funzionali di scambio con la città; 1745 m² di piazze pubbliche ottenute dalla trasformazione degli ex cortili d'aria; 1748 m² sono occupati da una strada e un parcheggio.

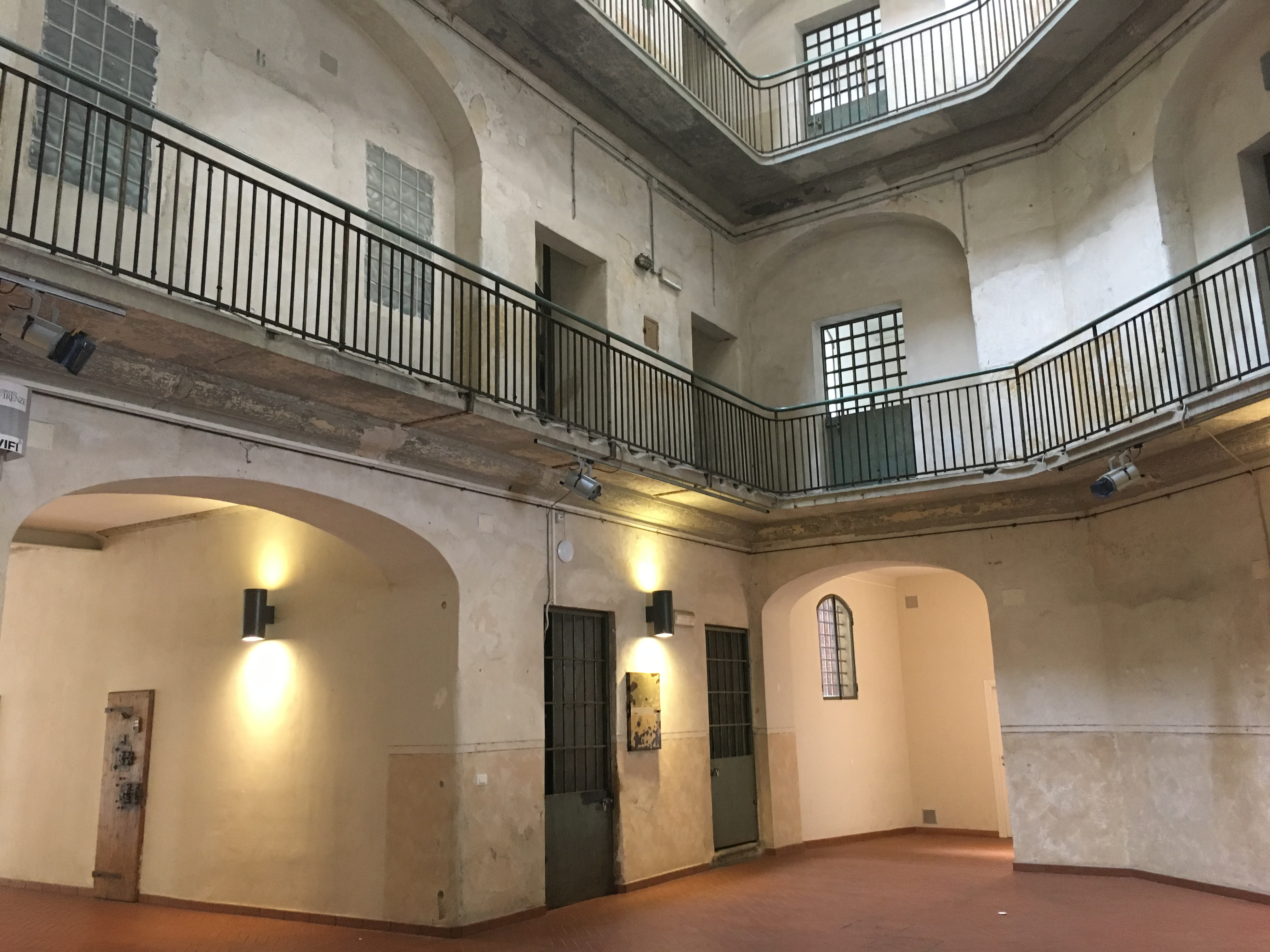
Panopticon

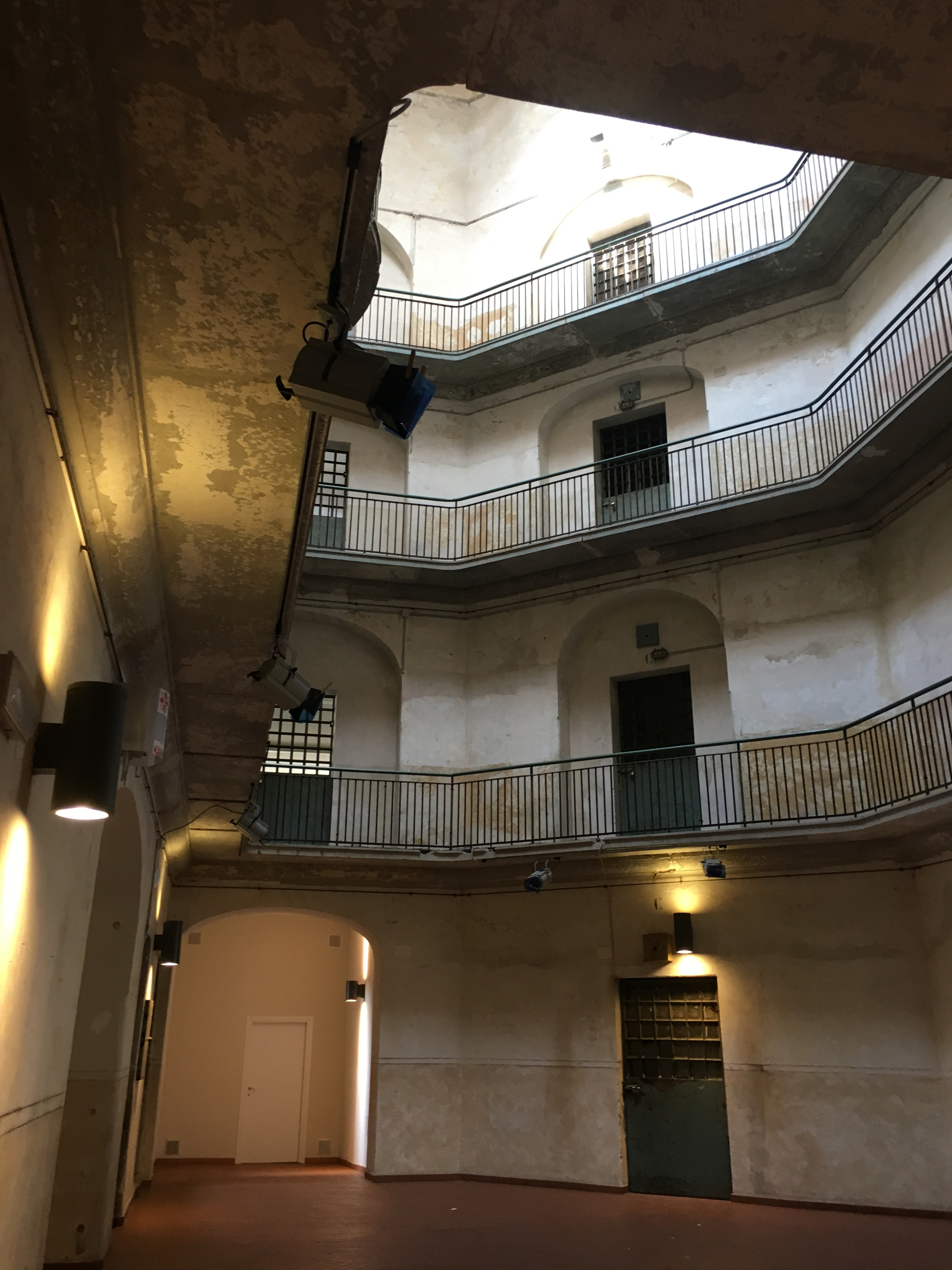
Panopticon

## Spazi funzionali
Gli spazi a pianterreno vengono lasciati a grezzo, essendo i finanziamenti destinati solo alla realizzazione di abitazioni. Di intesa con la Regione, una volta completata la parte muraria strutturale, gli spazi non abitativi vengono assegnati con gare d'appalto i cui vincitori si assumono l'onere dell'ultimazione. Numerose sono le attività commerciali, i centri sociali e culturali avviati.

Elenco parziale dei centri culturali presenti (maggio 2023):
- Murate MAD (Murate Art District), centro di ricerca e produzione artistica che propone residenze d'artista, mostre, incontri, performance e workshop nei tre spazi principali: la sala Ketty La Rocca, la sala Laura Orvieto e, al primo piano, la sala Anna Banti[19].
- Murate Idea Park (MIP) - Parco urbano dell'innovazione, sulla base di un progetto europeo per lo Sviluppo dell'innovazione il comune nel 2012 ha riservato spazi ad una sorta di mini Silicon Valley[20] destinata a imprese fiorentine innovative del settore dei beni culturali e della ricerca tecnologica. La Scuola superiore di tecnologie industriali, è presente nella Sala Margherita Hack con Murate Idea Park, un centro dove è possibile realizzare le condizioni per la nascita di nuove startup[21].
- Europe Direct Firenze, il centro offre informazioni e assistenza sulle politiche, i programmi e i finanziamenti dell'Unione europea[22].
- Robert F. Kennedy Foundation of Europe onlus, associazione che ha l'obiettivo di sensibilizzare l'opinione pubblica sulle storie e le attività dei difensori dei diritti umani[23].
- Ufficio Sostenibilità (Ex Sportello Ecoequo), luogo fisico di confronto, di informazione e di aggregazione aperto ai cittadini e alle realtà associative che vogliono fare parte di questo cambiamento con proposte e azioni di informazione, educazione, sensibilizzazione e formazione alla sostenibilità.
- Merlino Bottega d'Arte, galleria d'arte contemporanea, laboratori artistici, counseling artistico. Si trova in via delle Vecchie Carceri..
- Caffè letterario, aperto nel settembre 2011, luogo di proposte artistiche, letterarie, musicali ed enogastronomiche[24].

## Riconoscimenti
Nell'ottobre 2013 il progetto è stato scelto tra i 100 migliori progetti urbani innovativi e presentato dalla Commissione europea alla mostra 100EUrban solutions come esempio utile, best practice, da diffondere a livello europeo.

## Recentemente
Nel 2013, in occasione dell'evento La fiera del libro, è stato aperto uno spazio rimasto fino ad allora chiuso al pubblico, il panopticon, un grande edificio semiottagonale, con ingresso su piazza Madonna della Neve. I piani superiori mostrano tre file di ballatoi con ringhiera dove si affacciano numerose celle chiuse, non ancora ristrutturate. È utilizzato come spazio espositivo. 
Il recupero di un'ulteriore porzione del complesso è attualmente (aprile 2018) in fase conclusiva a cura della società Casa S.p.A.. Sono stati recuperati altri 17 alloggi popolari, sempre secondo il Progetto Unitario del 1997. Alla fine dei lavori sarà accessibile e disponibile anche il cortile dell'ex carcere minorile.